# Сысыкулак
Сысыкулак (укр. Сисикулак) — река в Черниговском районе Запорожской области, правый приток реки Молочной.

## Описание
Длина 13 км. Площадь водосборного бассейна 47,3 км². Уклон 9,6 м/км. Русло слабоизвивистое, в верховье пересыхает. Правые склоны долины крутые, местами каменистые. В древности на правом берегу добывали камень для строительных нужд. На реке построено несколько прудов, среди которых Зорянский (сразу за пгт Черниговка) и Центральный (в пределах пгт Черниговка).

## Населённые пункты
Исток реки расположен у подножия горы Синяя (Могила-Токмак) высотой 307 м, в 2 км от села Новополтавка. Протекает мимо посёлка Верхний Токмак Второй, через село Пирчино и на территории пгт Черниговка впадает в реку Токмак (верховье Молочной реки).